# Franz-Günter Roth
Franz-Günter Roth (* 25. Dezember 1923 in Wolfenbüttel; † 28. Mai 1976 in Köln) war ein Brigadegeneral des Heeres der Bundeswehr. Er war Pionier, Fallschirmjäger, Offizier der Wehrmacht und des Bundesgrenzschutzes, Angehöriger des Bundesnachrichtendienstes und zuletzt General der Pioniertruppe.

## Leben

### Wehrmacht
Roth, Sohn eines Ingenieurs und Fabrikanten, trat am 16. April 1942 als Reserveoffizieranwärter beim Pionierersatzbataillon 9 in Metz in die Wehrmacht ein. Am 20. April 1944 wurde er zum Leutnant der Reserve befördert und war von Mai bis Dezember 1944 Ordonnanzoffizier und Kompanieführer im Luftlandepionierbataillon 22, mit dem er auf Kreta zur Partisanenbekämpfung, in Griechenland und Jugoslawien eingesetzt war. Von Februar bis April 1945 war er Kompanieführer im Panzerpionierersatzbataillon 19 in Hameln und Holzminden. Im April 1945 geriet er kurzzeitig in Kriegsgefangenschaft, aus der er jedoch fliehen konnte.

### Nachkriegszeit
Von August 1945 bis März 1949 war Roth kaufmännischer Geschäftsführer in einer Maschinenfabrik. Nach einer Zeit der Arbeitslosigkeit war er von Dezember 1949 bis Januar 1952 bei verschiedenen Arbeitgebern mit kurzzeitigen Arbeitsunterbrechungen angestellt.

### Bundesgrenzschutz
Im Januar 1952 trat Roth in den Bundesgrenzschutz ein. Er wurde in der Grenzschutzabteilung Süd I (S), in der I. Abteilung der Grenzschutzgruppe 1 verwendet. Zuletzt war er Oberleutnant im Bundesgrenzschutz.

### Bundeswehr
Am 1. Juli 1956 wurde Roth als Hauptmann in die Bundeswehr übernommen. Seine erste Verwendung war von Juli 1956 bis Mai 1959 Kompaniechef im Pionierbataillon 4 in Deggendorf. 
Von 1959 bis 1960 absolvierte er den 3. Generalstabslehrgang Heer an der Führungsakademie der Bundeswehr in Hamburg, wo er zum Offizier im Generalstabsdienst ausgebildet wurde. Anschließend war er vom Januar 1961 bis September 1963 Referent im Bundesnachrichtendienst, bevor er im Oktober 1963 Generalstabsoffizier für Führung, Organisation und Ausbildung (G3) der Gebirgsjägerbrigade 23 in Bad Reichenhall wurde. Von April 1966 bis März 1969 war er Bataillonskommandeur des Pionierbataillons 511 in Passau und anschließend als Oberst im Generalstabsdienst von April 1969 bis März 1972 Chef des Stabes der 1. Luftlandedivision in Bruchsal. Von April 1972 bis September 1974 war er stellvertretender General der Pioniertruppe und Chef des Stabes im Heeresamt in Köln.
Am 1. Oktober 1974 wurde Roth zum Brigadegeneral ernannt, nachdem das Bundeskabinett der Beförderung am 21. August 1974 zugestimmt hatte. Er war bis zu seinem Tod am 28. Mai 1976 General der Pioniertruppe im Heeresamt.

## Auszeichnungen
- Eisernes Kreuz I. Klasse (Dezember 1944)
- Nahkampfspange in Bronze (September 1944)